# Виндзорский договор (1386)
Виндзорский договор (англ. Treaty of Windsor) — был заключён в Виндзоре 9 мая 1386 года между Англией и Португалией. Он положил начало англо-португальскому союзу, который был закреплён в феврале 1387 года браком Жуана I, первого португальского короля Ависской династии, с Филиппой Ланкастерской, дочерью Джона Гонта. Родившийся в этом браке монарх получил имя деда Филиппы, английского короля Эдуарда III. А после того как армия Жуана I одержала при помощи английских лучников победу при Алжубарроте, он был признан королём Португалии. Это положило конец династическому кризису 1385—1386 годов.
Копии договора хранятся в Национальном архиве Португалии и Национальном архиве Великобритании.
Историк М. Уинслет указывает, что этот договор является краеугольным камнем англо-португальских дипломатических отношений. Договор действует и по сей день и является самым длительным дипломатическим договором в истории. 
На протяжении практически всей своей истории Португалия ценила связи с Англией в качестве противовеса усилению соседней Испании, особенно в годы борьбы англичан и испанцев за мировое господство. Исключение составляет 60-летний период испано-португальской унии, а также Наполеоновские войны (хотя даже тогда португальские монархи в обход блокады торговали с англичанами, а Жуан VI бежал в Бразилию под прикрытием британского флота).
Во время Второй мировой войны Уинстон Черчилль договорился с Антониу ди Салазаром об аренде британцами военной базы на Азорских островах. В качестве основания для такой договорённости он ссылался в Британском парламенте на более ранний англо-португальский договор 1373 года. Англичане использовали эту базу и в период Фолклендской войны (1982). В то же время Великобритания не поддержала португальцев ни в войне с Индией за Гоа (1961), ни в спорах за «розовую карту» Африки.